# 운봉군
| Daedongyeojido (Gyujanggak) 17-04.jpg | Daedongyeojido (Gyujanggak) 17-03.jpg |
| Daedongyeojido (Gyujanggak) 18-04.jpg | Daedongyeojido (Gyujanggak) 18-03.jpg |

운봉군(雲峰郡)은 지금의 운봉읍을 중심으로 서쪽의 아영면. 인월면, 산내면등의 지금 남원시 동쪽 1읍 3면 지역에 있던 옛 행정구역이다.

## 유래
백제의 아영성(阿英城)·아막성(阿莫城)이었다. 삼국사기 지리지에서는 신라의 모산현(母山縣)이라 하여 아주 초기부터 신라영토였다고 적고 있지만 지리적으로 불가능한 이야기이고 이는 삼국시대 후기의 기록으로 여겨진다. 오히려 이 일대에서 가야의 유물이 많이 출토되어 가야와 연관이 있다고 여겨진다. 우륵의 12곡에 나오는 상기물이 이 지역으로 추정된다. 운봉이라는 이름은 신라시대 이후로 아영(阿英), 아용곡(阿容谷), 아막(阿莫)등의 별호로도 불리었다.

## 역사
- 마한의 영역에 속하였다가 대가야가 진출해 상기물(上奇勿)을 세웠다.

- 무령왕대에 백제에 편입되었다. 아막성은 이 즈음에 축조되었다.

- 565년 신라가 이 지역을 점령해 모산현(母山縣)을 설치하였다. 이후 이 지역은 신라와 백제의 격렬한 국경분쟁지역이 되었다.

- 602년 무왕3년 백제군이 모산성을 포위공격했다가 패퇴하였다.

- 616년 무왕17년 모산성이 백제군에 함락되었다. 이후 이 지역은 백제의 대 신라침공루트에 속하였다.

- 757년 경덕왕 16년에 행정제도 개편으로 운봉현(雲峰縣)으로 개칭된 후 강주(康州)천령군(天嶺郡)의 영현이 되었다.

운봉이라는 이름은 그 뒤 변함없이 이어진다. 한편 지금의 아영면 아곡리일대에는 아용부곡(阿容部曲)이 있었다.
- 940년태조 23년 남원부의 속현이 되었다.

- 1380년 우왕6년 운봉현 지역의 산인 황산(荒山)에서 황산대첩이 발발하여 이성계 배극렴등이 지휘하는 고려군이 왜구를 섬멸하였다.

- 1391년 공양왕 3년 아용곡(阿容谷) 권농병마사(勸農兵馬使)를 두었다.

- 조선왕조가 개국한 1392년 태조원년 감무가 실치해 남원에서 독립되었다.

- 1605년 선조38년 남원에 합병되었다가 1611년 광해군3년 재 분할되었다.

- 1895년 23부府제로 행정구역이 재편되면서 현(縣)제도가 폐지되었기 때문에 군(郡)으로 승격되어 남원부관할 운봉군이 되었다가 다시 13도제로 전북특별자치도에 속하였다.

- 일제강점기인 1914년에 일제에 의한 행정폐합으로 남원군에 통폐합되었다.

- 1995년 운봉면이 운봉읍으로 개칭해 옛 운봉군지역은 남원시 산하 1읍 3면으로 편성되어 지금에 이른다.

## 같이 보기
- 우륵의 12곡
- 황산대첩
- 운봉읍